# Thecla gemma
Thecla gemma är en fjärilsart som beskrevs av Druce 1907. Thecla gemma ingår i släktet Thecla och familjen juvelvingar. Inga underarter finns listade i Catalogue of Life.